# Ai Orikasa
Ai Orikasa (折笠 愛 Orikasa Ai?) (Tokio, Japón, 12 de diciembre de 1963), nacida bajo el nombre de Kikue Orikasa (折笠 きく江 Orikasa Kikue?), es una actriz de voz y cantante japonesa.

## Filmografía
- Angel Sanctuary (Alexiel)
- Beyblade TV temporadas 1y 2 (Max Mizuhara)
- Blue Seed (Ryoko Takeuchi)
- Captain Tsubasa Road to 2002 (Misugi Jun)
- Claymore (Galatea)
- Fire Emblem (Marth -joven-)
- Fruits Basket (Ren Sōma)
- Gatos Samurái (Pururun Nyan)
- Gravitation (Touma Seguchi)
- Gundam Wing (Quatre Raberba Winner)
- HeartCatch PreCure! (Yuuki Hayashi)
- Hetalia: Axis Powers (Sealand)
- Inuyasha (Jakotsu)
- Jūden Sentai Kyoryuger (Luckyuro)
- Mobile Suit Victory Gundam (Fuala Glifon, Ness Husher)
- Monogatari Series Second Season (Madre de Araragi, ep 4)
- Namco X Capcom (Saya)
- One Piece (Kozuki Momonosuke) (de niño)
- Planetes (Fee Carmichael)
- Please Save My Earth (Rian)
- Popolocrois Monogatari (Pietro)
- Revolutionary Girl Utena (Kanae Ohtori)
- Romeo no Aoisora (Romeo)
- Sakura Wars (Ayame, Kaede Fujieda)
- Shijō Saikyō no Deshi Ken'ichi (Shirahama Saori)
- Shiki (Chizuru Kirishiki)
- Soul Eater Not! (Misery)
- Tales of Symphonia (Genis Genius Sage)
- Tenchi Muyō! (Ryōko Hakubi)
- Yu Yu Hakusho (Koto, Shizuru Kuwabara)

## Discografía
- Shukujo Choutokkyu (淑女超特級)
- Moonlight Café
- Room Service
- Mitsumete (みつめて)
- Truth
- LeTTer
- BREATH
- Single Vocal de Kimi ga Itekureru (Image Song de Popolocrois Monogatari)